# Wolbeck

Wapen van Wolbeck

Wolbeck is een dorp in de Duitse deelstaat Noordrijn-Westfalen, gelegen op 10 kilometer ten zuidoosten van het centrum van de stad Münster. Sedert 1975 is het een Stadtteil in het Stadtbezirk (stadsdistrict) Süd-Ost van Münster. De plaats had eind 2018 ruim 9.500 inwoners.
Wolbeck heeft een klein station aan een spoorlijntje van Münster naar Sendenhorst en Neubeckum, dat 5 km  ten noorden van Beckum (Duitsland) ligt. De lokale overheid wil dit spoorlijntje, dat er ietwat verwaarloosd bij ligt, en waar anno 2020 alleen incidenteel goederentreinen overheen rijden, opwaarderen tot lightrail-spoorlijn voor het nieuwe S-Bahnnet van Münster. Dit plan is om verschillende redenen zeer omstreden en onderwerp van heftige politieke discussies.
Van het midden van de 13e eeuw tot 1767 stond hier kasteel Burg Wolbeck. Het was in de middeleeuwen en in de 16e eeuw van tijd tot tijd residentie van de prinsbisschoppen van Münster. Prinsbisschop Everhard van Diest verhief Wolbeck in het begin van de 14e eeuw tot vlek, met o.a. markt- en ommuringsrecht. Het plaatsje had daardoor een status tussen dorp en stad in verkregen. Wolbeck was in de late 16e en in de 17e eeuw berucht om de vele heksenprocessen.
In januari 1975 werd Wolbeck, evenals andere dorpen nabij die stad, die ook zelfstandige gemeentes waren geweest, in het kader van een gemeentelijke herindeling, bij de stad Münster gevoegd.

## Bezienswaardigheden
- Een kunsthistorisch belangrijk gebouw  aan de noordoostkant van het dorp is het, in zijn huidige vorm 16e-eeuwse, in renaissancestijl gebouwde kasteeltje Drostenhof. Van 1975 tot 2012 herbergde het het Westpreußische Landesmuseum. De hier sedert 1389 gevestigde adellijke familie der graven Von Merveldt, waarvan leden eeuwenlang namens de Munsterse bisschoppen over het Amt Wolbeck als drosten regeerden, gebruikt het kasteeltje sedertdien weer als woongebouw. De Drostenhof is van binnen niet te bezichtigen. De parken en tuinen eromheen zijn wel voor publiek opengesteld.
- Ten zuiden van dit kasteel strekt zich een 288 hectare groot, voornamelijk uit bos bestaand, natuurreservaat uit met de naam Wolbecker Tiergarten. Een echte dierentuin is hier overigens nooit aanwezig geweest. De beek Angel loopt er doorheen.
- De gotische rooms-katholieke St.-Nicolaaskerk in Wolbeck dateert uit de 13e eeuw. De torenspits is 17e-eeuws.

## Fotogalerij

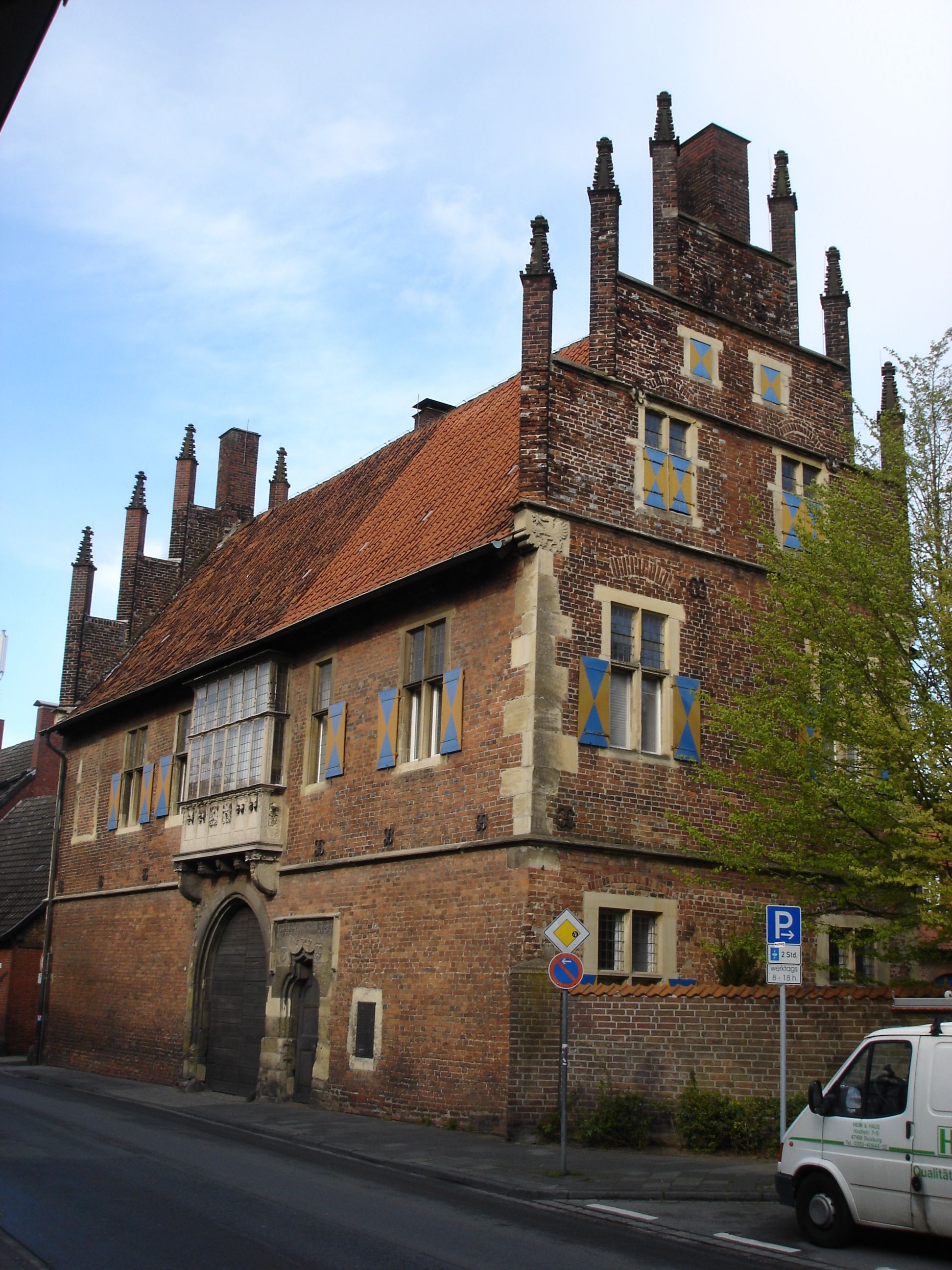
Drostenhof, laatgotisch poortgebouw
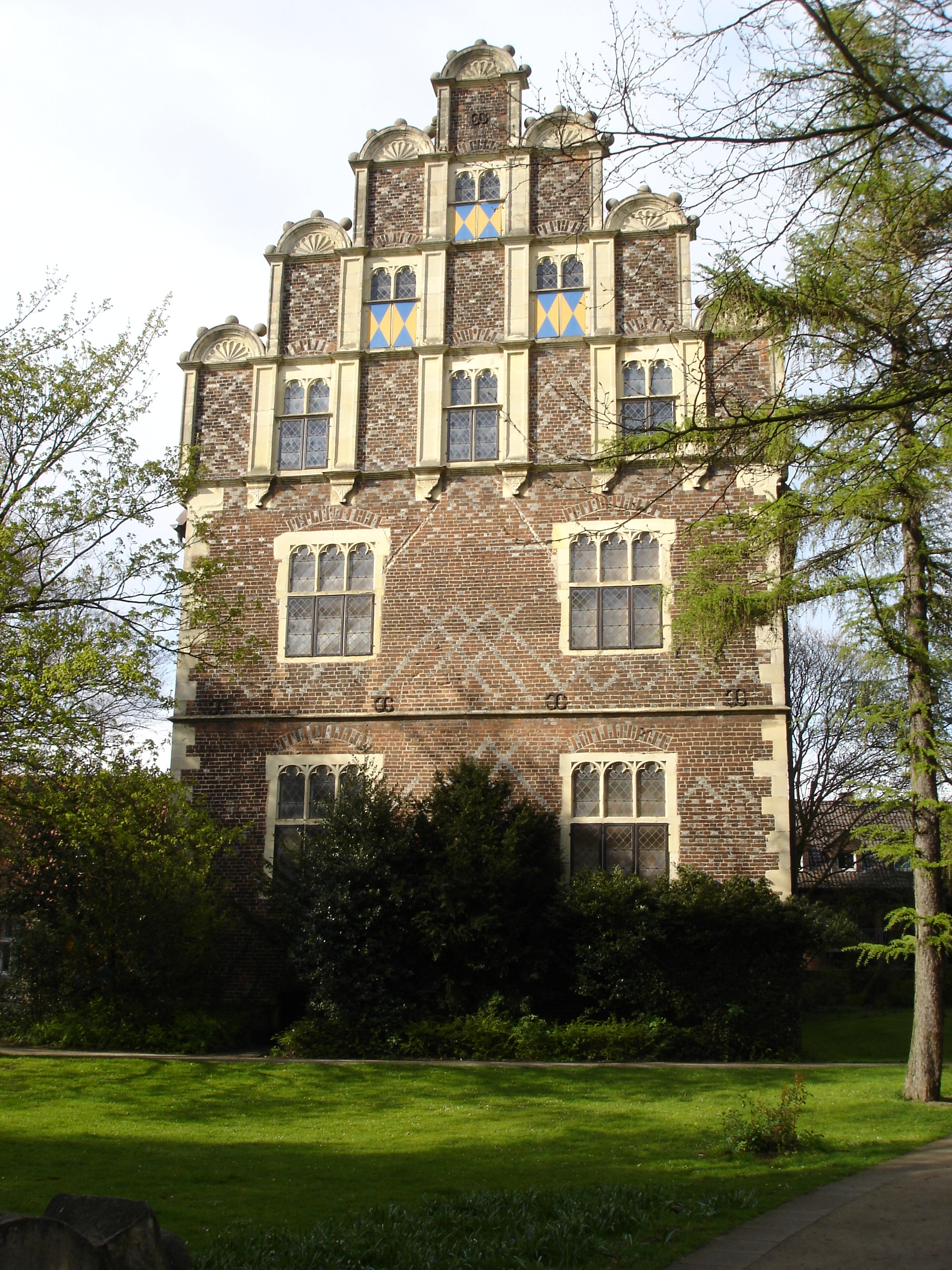
Drostenhof, renaissance-gevel
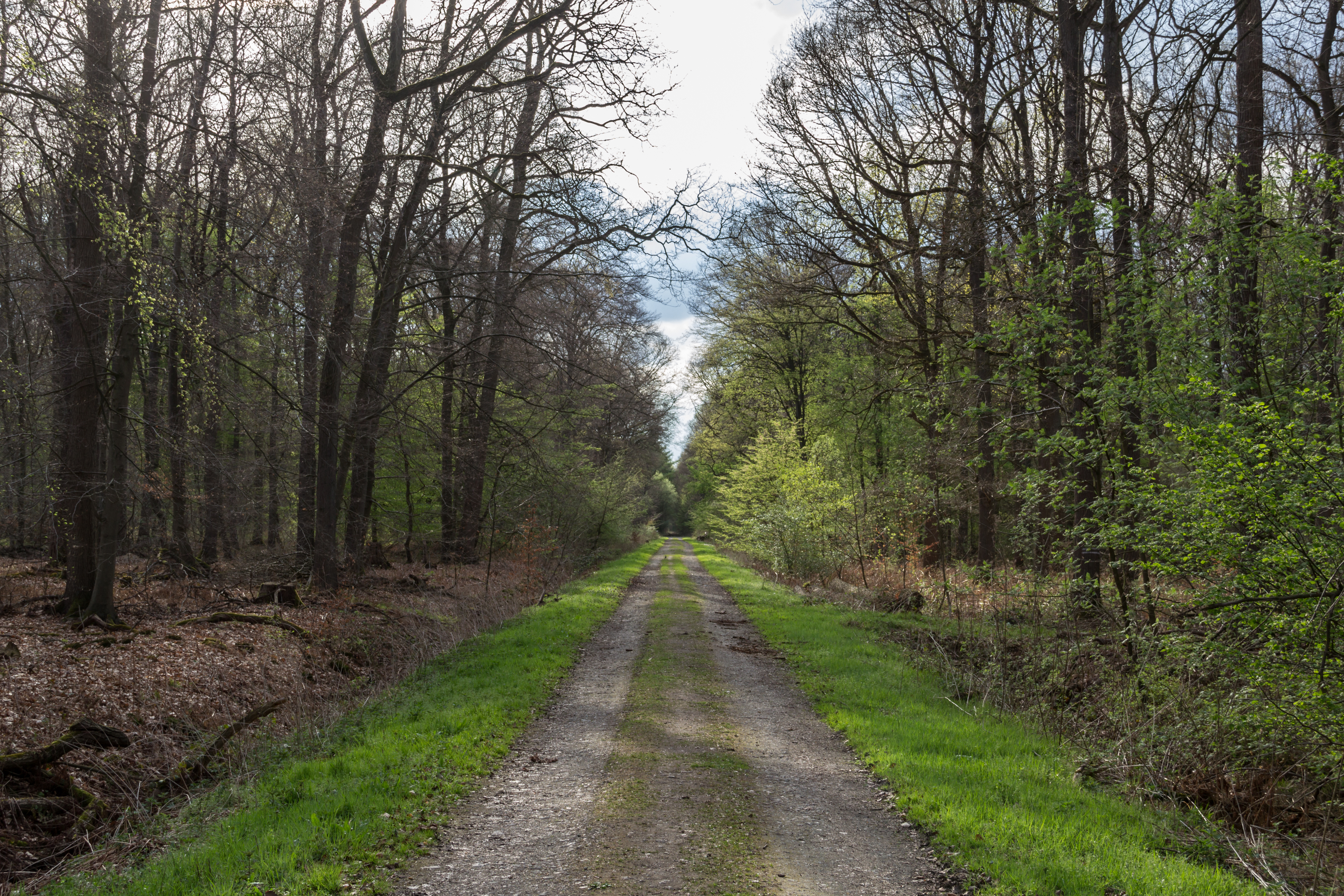
Wolbecker Tiergarten, bospad
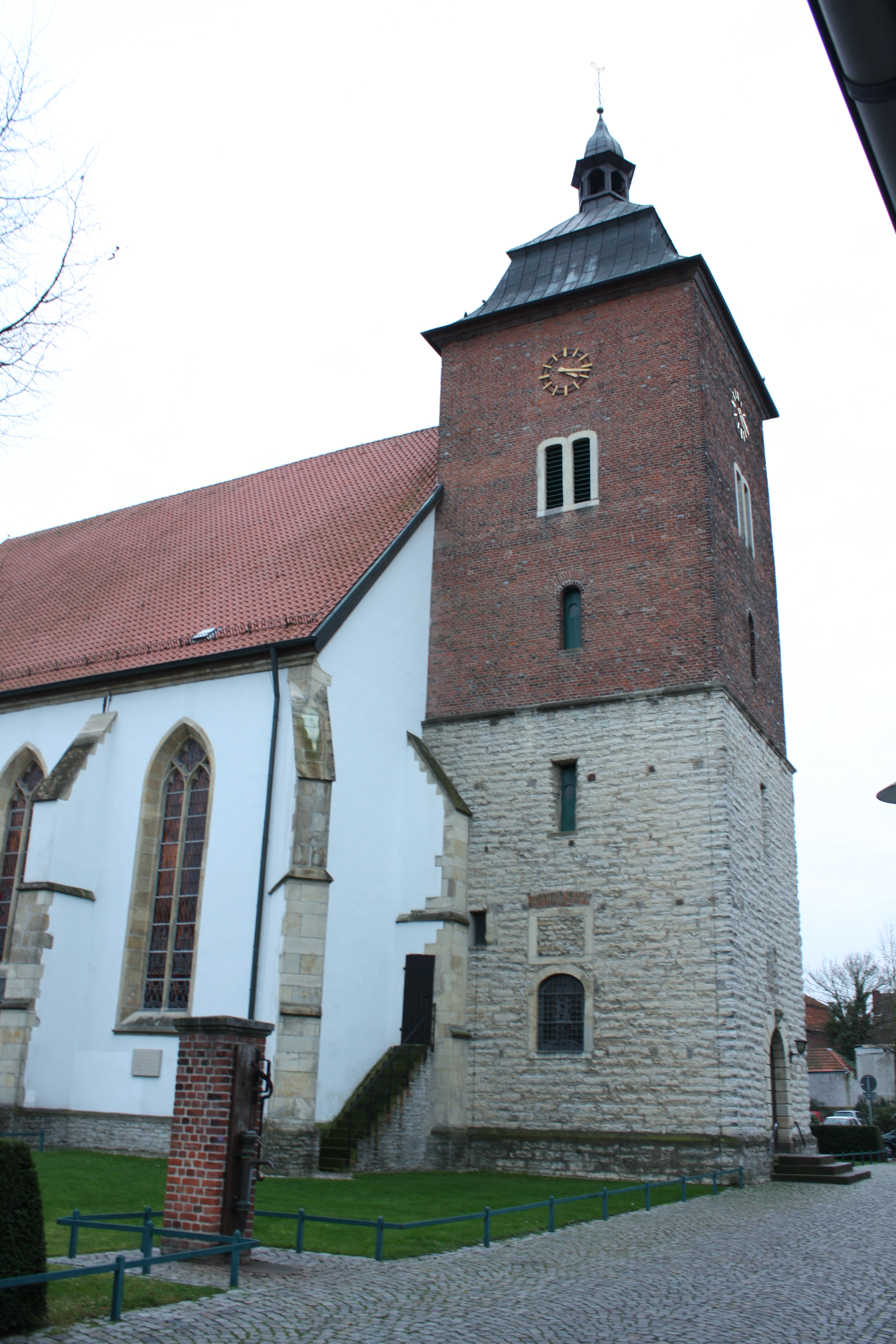
Sint-Nicolaaskerk